# Sadang (Taman)
Sadang is een bestuurslaag in het regentschap Sidoarjo van de provincie Oost-Java, Indonesië. Sadang telt 4520 inwoners (volkstelling 2010).